# Lake Te Kōhua
Der Lake Te Kōhua ist ein kleiner See in der Region Otago auf der Südinsel von Neuseeland.

## Geographie
Der See liegt in den bis zu 2307 m hohen Bergen, rund 5 km südöstlich der Gebirgskette The Remarkables, die sich östlich angrenzend am Lake Wakatipu befinden. Der in einer Winkelform gebildete See liegt in einer Caldera auf einer Höhe von rund 1930 m und ist ringsum von fünf 2054 m bis 2307 m hohen Gipfeln umgeben. Der See besitzt keinen regulären Abfluss und speist sich aus dem Regenwasser sowie dem schmelzenden Schnee und Eis zum Frühling hin. Ein Abfluss könnte partiell an seiner Nordostseite entstehen, dort wo sich die Caldera hin öffnet. Der See misst bei einem Umfang von ca. 1,56 km, rund 500 m im Ost-West-Richtung und rund 300 m in Nord-Süd-Richtung.

## Geschichte
Am 11. Dezember 2013 ließ der Land Information Minister Maurice Williamson öffentlich erklären, dass nach Bestreben des Māori-Stammes der Ngāi Tahu der See Lake Te Kōhua und der angrenzende 2307 m hohe Gipfel Mount Tūwhakarōria genannt werden soll.

## Geologie
Der Lake Te Kōhua gehört zu einer Gruppe von kleineren Seen, die sich, so wie der in etwa gleich große knapp 2 km nordwestlich liegende Lake Hope während der Eiszeit östlich und südöstlich der The Remarkables in den Hochlagen der Berge gebildet haben.